# Pražská I. A třída
Pražská I. A třída patří společně s ostatními prvními A třídami mezi šesté nejvyšší fotbalové soutěže v Česku. Je řízena Pražským fotbalovým svazem, dělí se na skupiny A a B. Hraje se každý rok od léta do jara se zimní přestávkou. Účastní se ji 32 týmů (16 týmů v každé skupině) z oblasti hlavního města Prahy, každý s každým hraje jednou na domácím hřišti a jednou na hřišti soupeře. Celkem se tedy hraje 30 kol. Vítězem se stává tým s nejvyšším počtem bodů v tabulce a postupuje do pražského přeboru, týmy na 2. místě hrají baráž s týmy na 13. a 14. místě pražského přeboru. Poslední 2 týmy sestupují do I. B třídy (do skupiny A nebo B). Do Pražské I. A třídy postupují vítězové a 2. týmy skupin I. B třídy.

## Vítězové
| Ročník    | Skupina A              | Skupina B                      |
| --------- | ---------------------- | ------------------------------ |
| 2003/2004 | SK Ďáblice             | FK Dukla Praha                 |
| 2004/2005 | FK Meteor Praha VIII   | FK Motorlet Praha „B“          |
| 2005/2006 | FC Čechie Uhříněves    | Aritma Praha                   |
| 2006/2007 | FK Újezd nad Lesy      | FK Slavoj Vyšehrad             |
| 2007/2008 | ČAFC Praha             | SK Union Vršovice              |
| 2008/2009 | FK Loko Vltavín „B“    | Sokol Cholupice                |
| 2009/2010 | FC Tempo Praha         | FC Přední Kopanina „B“         |
| 2010/2011 | SK Třeboradice         | ABC Braník                     |
| 2011/2012 | SK Union Vršovice      | TJ Sokol Bílá Hora             |
| 2012/2013 | FK Admira Praha „B“    | SC Olympia Radotín             |
| 2013/2014 | FC Tempo Praha         | Sokol Cholupice                |
| 2014/2015 | ABC Braník             | SK Zbraslav                    |
| 2015/2016 | FK Újezd nad Lesy      | FK Dukla Jižní Město           |
| 2016/2017 | SK Dolní Chabry        | FC Tempo Praha                 |
| 2017/2018 | FC Slavoj Vyšehrad „B“ | AFK Slavoj Podolí Praha        |
| 2018/2019 | Sokol Kolovraty        | FC Zličín                      |
| 2019/2020 | TJ Spoje Praha         | ABC Braník                     |
| 2020/2021 | FC Tempo Praha         | ABC Braník                     |
| 2021/2022 | TJ Spoje Praha         | ČAFC Praha                     |
| 2022/2023 | SK Třeboradice         | Sportovní klub Střešovice 1911 |
| 2023/2024 | FK Čechie Dubeč        | Spartak Kbely                  |
| 2024/2025 | FC Tempo Praha B       | SC Olympia Radotín             |